# Рамијера Векија (Изернија)
Рамијера Векија је насеље у Италији у округу Изернија, региону Молизе.
Према процени из 2011. у насељу је живело 38 становника. Насеље се налази на надморској висини од 471 м.